# Subkhiddin Mohd Salleh
Subkhiddin Mohd Salleh (17 de noviembre de 1966) es un árbitro de fútbol malayo que reside en Parit Buntar. Es árbitro internacional de la FIFA desde 2000.
Fue seleccionado para pitar en la Copa Mundial de Fútbol Sub-20 de 2007 en Canadá, donde participó en el partido entre Panamá y Argentina, los cuartos de final entre Chile y Portugal, donde mostró 4 tarjetas rojas. En este último partido tuvo un incidente con el futbolista portugués Zequinha, quien le quitó la tarjeta roja de la mano cuando se la mostraba a Mano, lo que supuso su expulsión inmediata del terreno de juego. También pitó en los partidos entre Escocia y Costa Rica.
Fue seleccionado también para participar en la Copa Mundial de Fútbol de 2010. En esta competición pitó 8 partidos:
- Partido nr. 1 - Sudáfrica vs México.
- Partido nr. 7 - Ghana vs Serbia.
- Partido nr. 15 - Brasil vs Corea del Norte.
- Partido nr. 22 - Eslovenia vs Estados Unidos.
- Partido nr. 29 - Brasil v Costa de Marfil, grupo G.
- Partido nr. 32 - España v Honduras, grupo H.
- Partido nr. 38 - Estados Unidos vs Argelia, grupo C.
- Partido nr. 47 - Chile - España, grupo H.

Fue el primer árbitro de Malasia en representar a su país en la Copa del Mundo de la FIFA.